# Lichtschwiele
Die Lichtschwiele ist eine Verdickung der Hornhaut (med.: Hyperkeratose) als Reaktion auf Ultraviolettstrahlung, vor allem UV-B-Strahlung. Beim Auftreffen von UV-Strahlung auf die Haut wird die Zellteilung in der Basalzellenschicht beschleunigt, so dass mehr Zellen an die Hautoberfläche wandern und die Hornschicht dicker wird. Diese ist nun verstärkt in der Lage, UV-B-Licht zu absorbieren, dessen Eindringen in tiefere Hautschichten dadurch gehemmt wird.
Eine Lichtschwiele ist nach ca. drei Wochen Sonnenbadens voll ausgebildet und kann einen hauteigenen Sonnenschutz bilden, der etwa Schutzfaktor 5 entspricht. Nimmt die Sonneneinstrahlung ab, so wird auch die zusätzliche Hornhaut rasch wieder abgebaut.